# 1990 YE
1990 YE är en asteroid i huvudbältet som upptäcktes den 19 december 1990 av de båda japanska astronomerna Masaru Arai och Hiroshi Mori vid Yorii-observatoriet i Japan.
Asteroiden har en diameter på ungefär 12 kilometer.